# Winston (Oregon)
Pour les articles homonymes, voir Winston.
Winston est une municipalité américaine située dans le comté de Douglas en Oregon. Lors du recensement de 2010, sa population est de 5 379 habitants.

## Géographie
Winston est située dans la vallée de l'Umpqua, rivière qui borde la ville au sud et à l'est. La municipalité s'étend sur 2,65 milles carrés (6,86 km2).

## Histoire
Au milieu du XIXe siècle, le révérend John Dillard fonde une église à proximité de l'emplacement actuel de la ville. Une petite ville s'y développe, Dillard (en), notamment après l'arrivée de l'Oregon and California Railroad (en) dans les années 1880. En 1900, un pont est construit sur l'Umpqua, reliant l'actuelle Winston — un simple village — à Dillard.
À partir de la Seconde Guerre mondiale, c'est Winston qui se développe au détriment de Dillard, grâce à l'implantation de nombreux ouvriers d'une scierie locale. Un bureau de poste y ouvre en 1948. En 1953, elle devient une municipalité sous le nom de Coos Junction. Deux ans plus tard, elle adopte son nom actuel.

## Démographie
| Groupe            | Winston | Oregon | États-Unis |
| ----------------- | ------- | ------ | ---------- |
| Blancs            | 92,5    | 83,7   | 72,4       |
| Métis             | 3,5     | 3,8    | 2,9        |
| Amérindiens       | 1,6     | 1,4    | 0,9        |
| Autres            | 1,1     | 5,3    | 6,2        |
| Asiatiques        | 1,0     | 3,7    | 4,8        |
| Afro-Américains   | 0,3     | 1,8    | 12,6       |
| Océaniens         | 0,1     | 0,4    | 0,2        |
| Total             | 100     | 100    | 100        |
|                   |         |        |            |
| Latino-Américains | 4,5     | 11,8   | 17,37      |

Selon l'American Community Survey, pour la période 2011-2015, 96,62 % de la population âgée de plus de 5 ans déclare parler anglais à la maison, alors que 1,74 % déclare parler l'espagnol, 1,12 % le japonais et 0,52 % le tagalog.
Le revenu par habitant était en moyenne de 21 262 dollars par an entre 2012 et 2016, en-dessous de la moyenne de l'Oregon (28 822 dollars) et de la moyenne nationale (29 829 dollars). Sur cette même période, 31,8 % des habitants de Winston vivaient sous le seuil de pauvreté (contre 13,3 % dans l'État et 12,7 % à l'échelle des États-Unis).